# Nanūr
Nanūr (persiska: نَنور, نَنُر, پَهلَوی دِژ, ننور) är en ort i Iran.   Den ligger i provinsen Kurdistan, i den nordvästra delen av landet, 500 km väster om huvudstaden Teheran. Nanūr ligger 1 679 meter över havet och antalet invånare är 530.
Terrängen runt Nanūr är lite bergig.Runt Nanūr är det ganska tätbefolkat, med 96 invånare per kvadratkilometer. Närmaste större samhälle är Bāneh, 18,7 km nordväst om Nanūr. Trakten runt Nanūr består i huvudsak av gräsmarker.